# Secondo congresso confederato
Il Secondo congresso confederato fu il secondo ed ultimo consesso regolare del Parlamento degli Stati Confederati d'America. I suoi membri furono scelti in elezioni tenute nel novembre 1863 e prestarono servizio uno solo dei due anni previsti a causa della fine della guerra di secessione e della sconfitta della Confederazione.

## Sessioni
Tutte le sessioni del 2º Congresso confederato ebbero luogo nel Campidoglio della Confederazione di Richmond, Virginia.
- 1ª Sessione - 2 maggio 1864 - 14 giugno 1864
- 2ª Sessione - 7 novembre 1864 - 18 marzo 1865

## Presidenza
Speaker
- Thomas Stanhope Bocock, Virginia - 18 febbraio 1862 - 18 marzo 1865

Presidente pro tempore
- Robert Woodward Barnwell - Carolina del Sud

## Membri

### Senato
X Rieletti

#### Alabama
- Robert Jemison, Jr. X
- Richard Wilde Walker

#### Arkansas
- Robert Ward Johnson X
- Charles Burton Mitchel X (deceduto 20 settembre 1864)
- ---- Augustus Hill Garland (prese il suo seggio l'8 novembre 1864 - Eletto per coprire la vacanza)

#### Carolina del Nord
- William Theophilus Dortch X
- William Alexander Graham

#### Carolina del Sud
- Robert Woodward Barnwell X
- James Lawrence Orr X

#### Florida
- James McNair Baker X
- Augustus Emmet Maxwell X

#### Georgia
- Benjamin Harvey Hill X
- Herschel Vespasian Johnson X

#### Kentucky
- Henry Cornelius Burnett X
- William Emmet Simms X

#### Louisiana
- Thomas Jenkins Semmes X
- Edward Sparrow X

#### Mississippi
- Albert Gallatin Brown X
- John William Clark Watson

#### Missouri
- Waldo Porter Johnson X
- (vacante a causa dell'impossibilità del Parlamento del Missouri a riunirsi per eleggere un Senatore)
- ---- George Graham Vest (prese il suo seggio il 12 gennaio 1865 - Eletto per coprire la vacanza)

#### Tennessee
- Landon Carter Haynes, Sr. X
- Gustavus Adolphus Henry, Sr. X

#### Texas
- William Simpson Oldham, Sr. X
- Louis Trezevant Wigfall X

#### Virginia
- Robert Mercer Taliaferro Hunter X
- Allen Taylor Caperton X

### Camera dei rappresentanti
Elencati per distretto di elezione
X Rieletti

#### Alabama
- 1: Thomas Jefferson Foster X
- 2: William Russell Smith X
- 3: Il Congresso rifiutò il seggio al rappresentante eletto  W. R. R Cobb, un conclamato unionista; il distretto non fu rappresentato;
- 4: Marcus Henderson Cruikshank
- 5: Francis Strother Lyon X
- 6: William Parish Chilton, Sr. X
- 7: David Clopton X
- 8: James Lawrence Pugh X
- 9: James Shelton Dickinson

#### Arkansas
- 1: Felix Ives Batson X
- 2: Rufus King Garland, Jr.
- 3: Augustus Hill Garland X (dimissionario perché eletto Senatore 8 novembre 1864)
- ---- David Williamson Carroll (prese il suo seggio il 11 gennaio 1865 - Eletto per coprire la vacanza)
- 4: Thomas Burton Hanly X

#### Carolina del Nord
- 1: William Nathan Harrell Smith X
- 2: Robert Rufus Bridgers X
- 3: James Thomas Leach
- 4: Thomas Charles Fuller
- 5: Josiah Turner
- 6: John Adams Gilmer
- 7: James Madison Leach
- 8: James Graham Ramsay
- 9: Burgess Sidney Gaither
- 10: George Washington Logan

#### Carolina del Sud
- 1: James Hervey Witherspoon, Jr.
- 2: William Porcher Miles X
- 3: Lewis Malone Ayer, Jr. X
- 4: William Dunlap Simpson X
- 5: James Farrow X
- 6: William Waters Boyce X

#### Florida
- 1: Samuel St. George Rogers
- 2: Robert Benjamin Hilton X

#### Georgia
- 1: Julian Hartridge X
- 2: William Ephraim Smith
- 3: Mark Harden Blandford
- 4: Clifford Anderson
- 5: John Troup Shewmake
- 6: Joseph Hubbard Echols
- 7: James Milton Smith
- 8: George Nelson Lester
- 9: Hiram Parks Bell
- 10: Warren Akin, Sr.

#### Kentucky
- 1: Willis Benson Machen X
- 2: George Washington Triplett
- 3: Henry English Read X
- 4: George Washington Ewing X
- 5: James Stone Chrisman X
- 6: Theodore Legrand Burnett X
- 7: Horatio Washington Bruce X
- 8: Humphrey Marshall
- 9: Eli Metcalfe Bruce X
- 10: James William Moore X
- 11: Benjamin Franklin Bradley
- 12: John Milton Elliott X

#### Louisiana
- 1: Charles Jacques Villeré X
- 2: Charles Magill Conrad X
- 3: Duncan Farrar Kenner X
- 4: Lucius Jacques Dupré X
- 5: Benjamin Lewis Hodge (deceduto 12 agosto 1864)
- ---- Henry Gray (prese il suo seggio il 28 dicembre 1864 - Eletto per coprire la vacanza)
- 6: John Perkins, Jr. X

#### Mississippi
- 1: Jehu Amaziah Orr
- 2: John Tillman Lamkin
- 3: Israel Victor Welch X
- 4: Henry Cousins Chambers X
- 5: Otho Robards Singleton X
- 6: Ethelbert Barksdale X
- 7: William Dunbar Holder

#### Missouri
- 1: Thomas Lowndes Snead
- 2: Nimrod Lindsay Norton
- 3: John Bullock Clark, Sr.
- 4: Aaron H. Conrow X
- 5: George Graham Vest X (“dimissionario” 12 gennaio 1865 perché eletto Senatore)
- 6: Peter Singleton Wilkes
- 7: Robert Anthony Hatcher

#### Tennessee
- 1: Joseph Brown Heiskell X
- 2: William Graham Swan X
- 3: Arthur St. Clair Colyar
- 4: John Porry Murray
- 5: Henry Stuart Foote X (espulso a inizio 1865 dal Congresso perché andato al Nord in missione di propria iniziativa per chiedere la pace ed era stato considerato traditore della Confederazione)
- 6: Edwin Augustus Keebel
- 7: James McCallum
- 8: Thomas Menees X
- 9: John DeWitt Clinton Atkins X
- 10: John Vines Wright X
- 11: Michael Walsh Cluskey

#### Texas
- 1: Stephen Heard Darden
- 2: Caleb Claiborne Herbert X
- 3: Anthony Martin Branch
- 4: Franklin Barlow Sexton X
- 5: John Robert Baylor
- 6: Simpson Harris Morgan

#### Virginia
- 1: Robert Latane Montague
- 2: Robert Henry Whitfield (“dimissionario” 2 marzo 1865)
- 3: Williams Carter Wickham
- 4: Thomas Saunders Gholson
- 5: Thomas Stanhope Bocock X
- 6: John Goode, Jr. X
- 7: William Cabell Rives, Sr. (“dimissionario” 7 marzo 1865)
- 8: Daniel Coleman DeJarnette, Sr. X
- 9: David Funsten X
- 10: Frederick William Mackey Holliday
- 11: John Brown Baldwin X
- 12: Waller Redd Staples X
- 13: LaFayette McMullen
- 14: Samuel Augustine Miller X
- 15: Robert Johnston X
- 16: Charles Wells Russell X

### Delegati territoriali

#### Territorio dell'Arizona
- Marcus H. MacWillie X

#### Nazione Cherokee
- Elias Cornelius Boudinot X

#### Creek e Nazione Seminole
- Samuel Benton Callahan